# Luka Đorđević
Luka Đorđević, né le 9 juillet 1994 à Budva, est un footballeur international monténégrin qui évolue au poste d'attaquant au Sogdiana Djizak.

## Statistiques
| Saison                | Club                     | Championnat           | Championnat | Championnat | Coupe(s) nationale(s) | Coupe(s) nationale(s) | Compétition(s) continentale(s) | Compétition(s) continentale(s) | Compétition(s) continentale(s) | Monténégro | Monténégro | Total | Total |
| Saison                | Club                     | Division              | M.          | B.          | M.                    | B.                    | Comp.                          | M.                             | B.                             | M.         | B.         | M.    | B.    |
| 2010-2011             | FK Mogren                | D1                    | 2           | 0           | -                     | -                     | -                              | -                              | -                              | -          | -          | 2     | 0     |
| 2011-2012             | FK Mogren                | D1                    | 24          | 10          | 2                     | 0                     | C1                             | 1                              | 0                              | -          | -          | 27    | 10    |
| Sous-total            | Sous-total               | Sous-total            | 26          | 10          | 2                     | 0                     | -                              | 1                              | 0                              | -          | -          | 29    | 10    |
| 2012-2013             | Zénith Saint-Pétersbourg | D1                    | 7           | 0           | 2                     | 0                     | C1                             | 1                              | 0                              | 2          | 1          | 12    | 1     |
| Sous-total            | Sous-total               | Sous-total            | 7           | 0           | 2                     | 0                     | -                              | 1                              | 0                              | 2          | 1          | 12    | 1     |
| Total sur la carrière | Total sur la carrière    | Total sur la carrière | 32          | 10          | 4                     | 0                     | -                              | 2                              | 0                              | 2          | 1          | 40    | 11    |

## Palmarès
Zénith Saint-Pétersbourg
- Finaliste de la Supercoupe de Russie en 2019.